# Freyastera mexicana
Freyastera mexicana är en sjöstjärneart som först beskrevs av A.H. Clark 1939.  Freyastera mexicana ingår i släktet Freyastera och familjen Freyellidae. Inga underarter finns listade i Catalogue of Life.